# Saididae
Saididae is een familie van kreeftachtigen uit de klasse van de Ostracoda (mosselkreeftjes).

## Geslacht
- Saida Hornibrook, 1952